# ネズミ取り必勝法
『ネズミ取り必勝法』（Mouse Trouble）は、1944年11月23日に公開された「トムとジェリー」の作品のひとつ。劇場公開時は『ネズミ取り虎の巻』。
第17回アカデミー賞短編アニメ賞受賞作品。
日本においてはパブリックドメインである。

## スタッフ
- 監督 - ウィリアム・ハンナ、ジョセフ・バーベラ
- 製作 - フレッド・クインビー（初公開版ではクレジット無し）
- 共同製作 - ウィリアム・ハンナ（クレジット無し）
- 脚本 - ウィリアム・ハンナ、ジョセフ・バーベラ（全員クレジット無し）
- 原画 - ケネス・ミューズ（初公開版では、ケン・ハリス名義）、ピーター・バーネス、レイ・パターソン、アーヴン・スペンス
- 原画補 - バーニー・ポスナー（クレジット無し）
- レイアウト - ハービー・アイゼンバーグ（クレジット無し）
- 音楽 - スコット・ブラッドリー
- 彩色プロセス - テクニカラー
- 録音プロセス - ウェスタン・エレクトリック
- 制作 - メトロ・ゴールドウィン・メイヤー・カートゥーン・スタジオ（英語版）
- 配給 - メトロ・ゴールドウィン・メイヤー、ロウズ・シアター

## 作品内容
ある日、トムに小包が届く。それは「HOW TO CATCH A MOUSE （ネズミの取り方）」という本だった。
早速、トムはこの本に書いてある事を片っ端に試し、様々な方法でジェリーをやっつけようとするが、どれも一枚上手のジェリーには効果がなく、頭を焦がされる、罠に嵌められる、目を殴られる、針を四方八方から刺されて蜂の巣にされるなどして、ことごとく返り討ちを受けてしまう。
どれもこれも成功しないばかりか自身が痛い目に遭う一方にとうとう頭に来たトムは本をビリビリに破り捨てる。そして、付け焼き刃など無用とばかりにジェリーの巣穴の周りに沢山の爆弾を仕掛け、導火線に火を点けようとする。ところが湿気っているのか、なかなか点火せず、息を吹きかけているうちに大爆発が起きてしまう。
家は殆ど吹っ飛び、無傷のジェリーだけが立っていた。ジェリーが空の上を見上げると、小型のハープを片手に険しい表情で天に召されてしまったトムの姿があった。
ギャグ性の強い表現方法であるものの、この作品は唯一明確なトムの「死」を直接表現した異色作である。

## 登場キャラクター
トム
「HOW TO CATCH A MOUSE」を入手し、その本に書かれた様々な方法でジェリー捕獲を試みるも、全て失敗に終わったため本を破り捨てる。最後の手段としてジェリーの巣穴周辺に多数の爆弾を仕掛け爆発させるが、点火させようとしているうちに自身が爆発に巻き込まれ天に召された。
ジェリー
「HOW TO CATCH A MOUSE」を参考に自身を捕えようとするトムに反撃を仕掛ける。巣穴前の爆弾が爆発し家が丸ごと吹き飛んだのを見ると、爆発に巻き込まれたトムが犠牲となり天に召される姿を目の当たりにした。
雌ネズミのおもちゃ
白いネズミの女の子を模したゼンマイ駆動のおもちゃ。トムがジェリーを誘き寄せて食べようとけしかけるが、トムが間違えて飲み込んでしまう。動く度に「Come up and see me sometime.」（いつか私に会いにきて）と喋るが、トムに飲み込まれた後はしゃっくりをする度にその台詞を発するようになり、トム昇天時にもなお途切れがちに発していた。

## 補足
- 本作品にジェリーを追いつめたトムがあべこべにやられてしまう場面があるが、そのときトムは「Don't You believe it!（信じるなよ！）」[注 1]と直接しゃべる[注 2]。スタッフ・出演者の声ではなく、俳優のハリー・E・ラング（英語版）が出演したラジオ番組"Don't You believe it!"のジングルを流用。この声は1953年の「恐怖の白ネズミ」のラストシーンでも使われている。
- トムが雌ネズミのおもちゃを使ってジェリーを仕留めようとする場面があるが、そのおもちゃのセリフは、TBS版は「あたしとデートしましょうよ」であるのに対し現在のワーナー版では「いつか私に逢いに来て」となっている。人形の声を演じたのは女優・歌手のサラ・バーナー（英語版）[注 3]で、日常的な台詞としては不自然さが残るものの、"Come up and see me sometime."という原語にあたる限り「デート」を排したワーナー版の方が直訳に近い事が解る。
- TBS版では、原版はおろかワーナー版とヘラルド・ポニー版でもほとんどないトムとナレーターのやりとりがある（ナレーターが諦めさせようとするもトムは「うるせぇな!」と一喝する）。

## 検閲
- 一部の地元のテレビ局は、トムがジェリー宛ての箱の中に隠れ続いてジェリーがピンを刺して半分に斬り中をのぞき込み、神経質に「Is there a doctor in the house?」と書かれた看板を表示するシーン全体を削除した。